# Stenoptilia kiitulo
Stenoptilia kiitulo là một loài bướm đêm thuộc họ Pterophoroidea. Nó được tìm thấy ở Tanzania on heights of 2600 to 2700 mét. The species is được đặt tên theo the region of occurrence, the Kiitulo Plateau.
Sải cánh dài 19–22 mm. The moth gặp ở tháng 11 và tháng 12.